# Çifteli

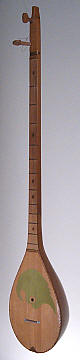
Cifteli

La çifteli, qifteli (prononcé tshifteli) ou çiteli, ou encore dyzen et karadyzen, est un instrument de musique du Kosovo, du nord de l'Albanie, du sud du Monténégro et de l'ouest de la Macédoine. C'est un petit luth à deux cordes proche du saz turc cura et du buzuk d'Albanie du sud. Il fait partie de la famille des luths "tambûr" à long manche.
Le nom de l'instrument provient du turc: çift, paire, et tel, cordes.
Il existe différents types de çifteli.
- La petite çifteli appelée aussi la "çifteli de Dukagjin",
- La çifteli moyenne autrement appelée "çifteli de Tirana" ou "çifteli Elbasani",
- La grande çifteli appelée "çiftelia"

## Lutherie
La caisse de résonance est creusée dans une seule pièce de bois, sur laquelle une table d'harmonie en pin est accolée. Deux minuscules ouïes y sont pratiquées et une fine plaque de protection est apposée là où l'on pince les cordes. Des dessins sont parfois aussi pyrogravés à l'arrière de la caisse. Le fin et long manche est pourvu de sept frettes de bronze permettant de réaliser une échelle diatonique. Il se termine par un chevillier à friction permettant l'accord des deux cordes en métal, passant sur un chevalet et un sillet en métal eux-aussi.

## Jeu

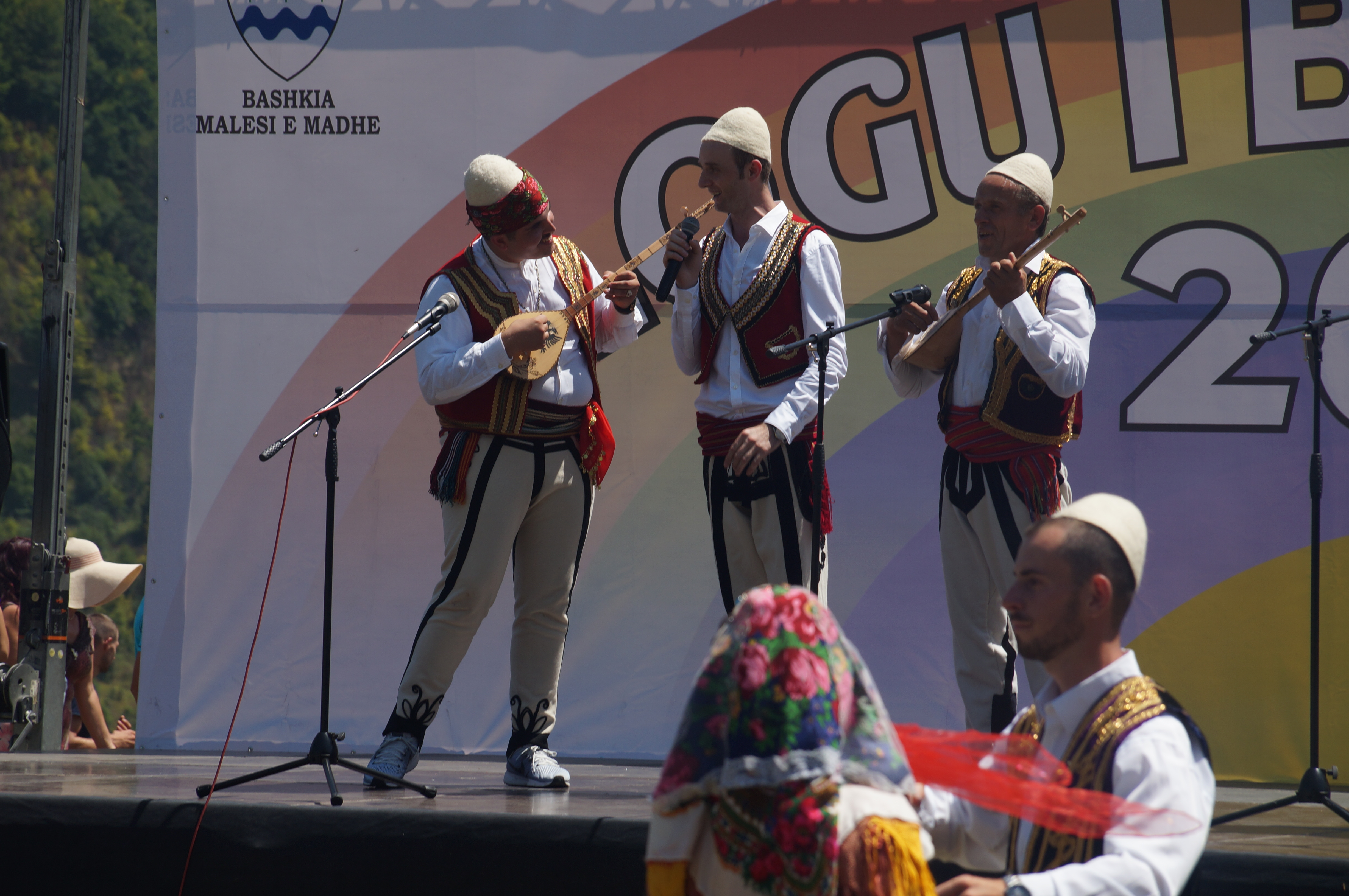
Musiciens jouant de la çifteli

Les cordes, pincées à l'aide de l'index, sont accordées à la quinte : Mi et Si. La plus basse sert de bourdon. Le çifteli est un instrument microtonal.